# Campionati femminili assoluti di atletica leggera dell'Alta Italia
I cosiddetti campionati femminili assoluti di atletica leggera dell'Alta Italia si sono svolti il 16 settembre presso lo Stadio Comunale di Torino.
La definizione di Alta Italia si deve al fatto che i campionati italiani, sia maschili che femminili, furono programmati per il 16 settembre; i campionati maschili furono rinviati a ottobre, mentre alle gare femminili presero parte solo atlete di Piemonte, Lombardia, Liguria ed Emilia-Romagna, in quanto la Federazione, come tutto lo sport nazionale, si trovava ancora diviso in due tronconi per la guerra civile in Italia. A differenza di quelli maschili, questi campionati non sono riconosciuti dalla Federazione Italiana di Atletica Leggera e di conseguenza le vincitrici di queste gare non figurano ufficialmente tra le campionesse italiane assolute di atletica leggera.
La classifica di società vide trionfare la Venchi Unica Torino con 81 punti, seguita dallo Sport Club Italia con 51 punti e dalla Sip Torino con 35 punti.

## Risultati
| Specialità             | Oro                                                                                 | Prestazione | Argento                                            | Prestazione | Bronzo                                           | Prestazione |
| Corse                  | Corse                                                                               | Corse       | Corse                                              | Corse       | Corse                                            | Corse       |
| ---------------------- | ----------------------------------------------------------------------------------- | ----------- | -------------------------------------------------- | ----------- | ------------------------------------------------ | ----------- |
| 100 m                  | Lucia Sereno Venchi Unica Torino                                                    | 12"8        | Mirella Avalle Lanzavecchia Varese                 | 13"3        | Franca Audifreddi Venchi Unica Torino            | 13"4        |
| 200 m                  | Rosetta Cattaneo Sport Club Italia                                                  | 27"1        | Anna Maria Cantù Venchi Unica Torino               | 27"4        | Ermanna Orsoni Virtus Bologna Sportiva           | 28"4        |
| 800 m                  | Petronilla Tonani Sport Club Italia                                                 | 2'30"2      | Adriana Frigé Sport Club Italia                    | 2'40"6      | Giuliana De Maria Sip Torino                     | 2'41"4      |
| 80 m hs                | Giulia Bertotti Venchi Unica Torino                                                 | 12"6        | Elda Franco Sip Torino                             | 12"6        | Anna Pittarelli Sip Torino                       | 13"7        |
| Staffetta 4×100 m      | Venchi Unica Torino Anna Maria Cantù Lucia Sereno Franca Audifreddi Giulia Bertotti | 51"3        | Sip Torino Sartore Bruna Zucchetti Anna Pittarelli | 55"2 o 55"3 | FIAT Torino Minetto Faggiani S. Grosso I. Grosso | 55"8        |
| Salti                  |                                                                                     |             |                                                    |             |                                                  |             |
| Salto in alto          | Ester Palmesino Unione Sportiva Tartaglino                                          | 1,45 m      | Caterina Gallo Venchi Unica Torino                 | 1,40 m      | Anna Maria Tamagni Sport Club Italia             | 1,35 m      |
| Salto in lungo         | Amelia Piccinini Venchi Unica Torino                                                | 5,10 m      | Elda Franco Sip Torino                             | 4,99 m      | Silvana Zini Cavallari Forza e Costanza Brescia  | 4,87 m      |
| Lanci                  |                                                                                     |             |                                                    |             |                                                  |             |
| Getto del peso         | Amelia Piccinini Venchi Unica Torino                                                | 12,20 m     | Ada Turci Venchi Unica Torino                      | 11,22 m     | Edera Cordiale-Gentile Venchi Unica Torino       | 10,25 m     |
| Lancio del disco       | Edera Cordiale-Gentile Venchi Unica Torino                                          | 36,01 m     | Beccari Sport Club Italia                          | 35,23 m     | Jolanda Bacchelli Virtus Bologna Sportiva        | 30,94 m     |
| Lancio del giavellotto | Ada Turci Venchi Unica Torino                                                       | 36,60 m     | Rosetta Cattaneo Sport Club Italia                 | 32,41 m     | Tina Camnasio Sport Club Italia                  | 29,98 m     |